# Apšeron
Apšeron (azerski: Abşeron) je poluotok u Azerbajdžanu koji se nalazi na zapadnoj obali Kaspijskoga jezera. Poluotok je dug 60 kilometara, a širok do 30 kilometara.

## Etimologija
Ime Apšeron dolazi iz perzijskog: āb šuran (slane vode). Na isti način dobio je ime ruski grad Apšeronsk.
Prema Conradu Malte-Brunu poluotok je imao i alternativno ime Okoressa.

## Zemljopis
Na južnoj obali poluotoka leži Baku, glavni grad Azerbajdžana. Sjeverozapadno od Bakua nalazi se Hirdalan. Na sjevernoj obali poluotoka nalazi se Sumgait. Metropolitansko područje Baku zauzima skoro čitavu površinu poluotoka. U jugoistočnom dijelu nalazi se Nacionalni park Apšeron.

## Vanjske poveznice
|  | Zajednički poslužitelj ima još gradiva o temi Apšeron |